# Brigata di cavalleria “Pozzuolo del Friuli”

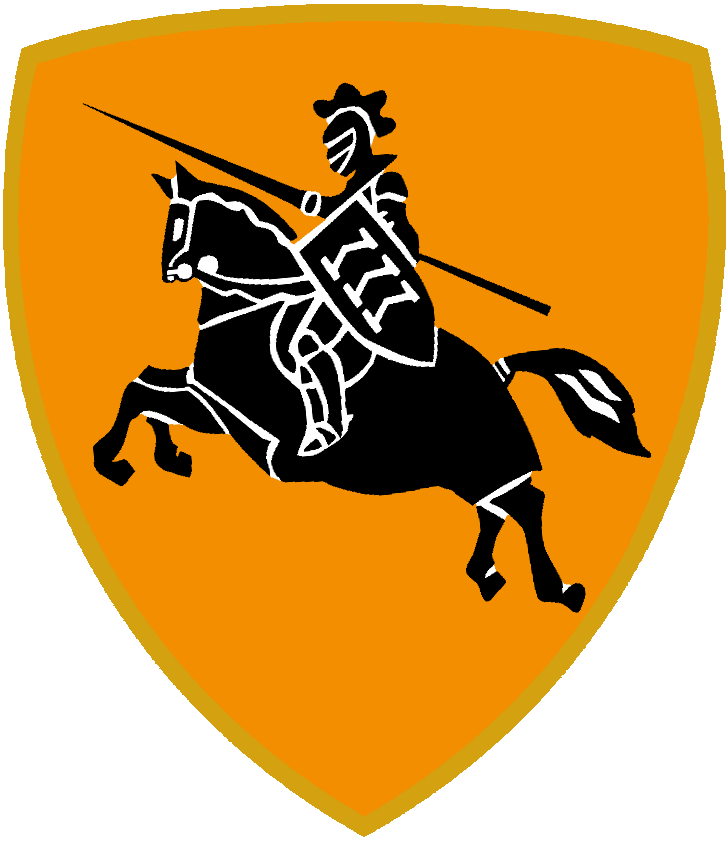
Wappen der Brigade „Pozzuolo del Friuli“

Die Brigata di cavalleria “Pozzuolo del Friuli” (deutsch Kavalleriebrigade „Pozzuolo del Friuli“) ist eine mit gepanzerten Radfahrzeugen ausgerüstete Brigade des italienischen Heeres. Der Stab der Brigade befindet sich in Görz, die unterstellten Verbände sind hauptsächlich im Nordosten Italiens stationiert.

## Auftrag
Die Brigade untersteht truppendienstlich dem regionalen Führungskommando COMFOP Nord in Padua. Sie dient in erster Linie der Landes- und Bündnisverteidigung. Sie übernimmt vorwiegend Aufklärungs- und Sicherungsaufgaben, auch im multinationalen Rahmen, oder bereitet sich dafür vor. Teile der Brigade „Pozzuolo del Friuli“ und der Marineinfanteriebrigade „San Marco“ bilden die von Marine und Heer unterhaltene gemeinsame amphibische Truppe Forza di Proiezione dal Mare. In diesen beiden Ausprägungen stellt die Brigade „Pozzuolo del Friuli“ Verbände für Militäreinsätze im Rahmen der EU, der NATO und der UNO bereit. Bei Bedarf übernimmt die Brigade Unterstützungs- und Sicherungsaufgaben im Auftrag ziviler Stellen.

## Gliederung
- 28. Stabs- und Unterstützungsverband „Cavalleggeri di Treviso“ (Görz)
- 4. Kavallerieregiment „Genova Cavalleria“ (Palmanova)
- Amphibisches Lagunari-Regiment „Serenissima“ (Venedig)
- Artillerieregiment zu Pferde „Voloire“ (Vercelli und Mailand)
- 3. Pionierregiment (Udine)
- Logistikregiment „Pozzuolo del Friuli“ (Remanzacco)

Alle Regimenter der Brigade haben Bataillonsstärke. Der 28. Stabs- und Unterstützungsverband steht in der Nachfolge der 1989 aufgelösten 28. Kavallerieabteilung „Cavalleggeri di Treviso“ und führt auch die Truppenfahne des gleichnamigen ehemaligen Kavallerieregiments. Die Lagunari sind auf amphibische Einsätze im Allgemeinen und auf die lagunenreiche Südflanke der Brigade im Besonderen spezialisiert. Die Brigade verlor 2014 die beiden Kavallerieregimenter 2 „Piemonte Cavalleria“ und 5 „Lancieri di Novara“, mit denen die Brigaden „Julia“ und „Ariete“ nach einer einheitlichen Struktur vervollständigt wurden. Aus diesem Grund sollte die Kavalleriebrigade danach aufgelöst werden. Momentan hat sie eine Art multifunktionalen Reservestatus, könnte jedoch bei Bedarf durch die Wiedereingliederung der zwei genannten Kavallerieregimenter, die sich unverändert im Stationierungsraum der Brigade befinden, umgehend wieder auf volle Stärke gebracht werden.

## Ausrüstung
Das Kavallerieregiment Genova Cavalleria verfügt über Radpanzer vom Typ Centauro, über Spähpanzer vom Typ Puma und daneben u. a. über Motorräder der Marke Cagiva. Die Lagunari sind unter anderem mit amphibischen Panzern vom Typ AAV7 ausgerüstet, die von neuen Iveco VBA abgelöst werden. Als Mehrzweckfahrzeug dient der neue VTLM Lince 2. Das Artillerieregiment ist mit der Feldhaubitze FH-70 (155 mm) ausgerüstet.

## Geschichte

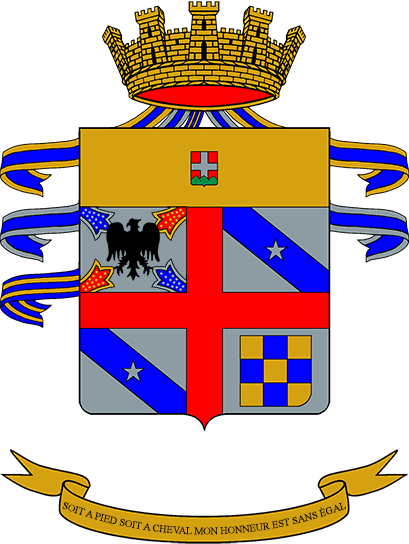
Wappen 4. Kavallerieregiment Genova Cavalleria

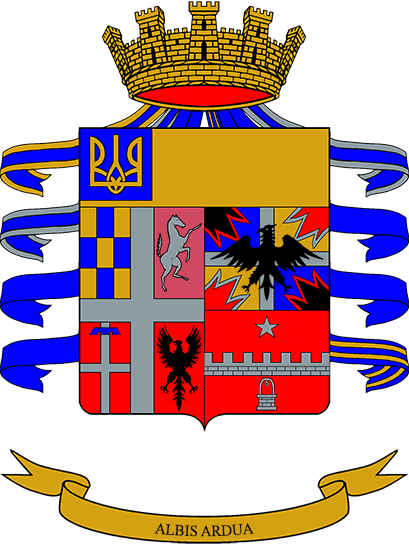
Wappen 5. Kavallerieregiment Lancieri di Novara

### Bis zum Zweiten Weltkrieg
Die Brigade wurde am 7. März 1835 als II. Kavalleriebrigade im Königreich Sardinien-Piemont aufgestellt. Bis 1870 unterstanden ihr zu verschiedenen Zeiten fast alle Kavallerieregimenter des piemontesischen und italienischen Heeres. Während des Ersten Weltkriegs kämpften ihre Verbände als Teil der 1. Kavalleriedivision meist abgesessen. Nach dem deutsch-österreichisch-ungarischen Durchbruch in der Zwölften Isonzoschlacht opferte man die Brigade (bestehend aus den Regimentern Genova Cavalleria und Lancieri di Novara) am 29. und 30. Oktober 1917 bei Pozzuolo del Friuli im Friaul in einer sehr verlustreichen Kavallerieattacke, die zum geordneten Rückzug der 3. italienischen Armee vom Isonzo zum Piave beitrug. Nach ihrer Neuordnung wurde die Brigade im Juni 1918 in der Zweiten Piaveschlacht eingesetzt und schließlich Anfang November 1918 in Verfolgungskämpfen nach der Schlacht von Vittorio Veneto.
Ab 1930 bildete die 2. Kavalleriebrigade mit ihren drei Regimentern den Kern der teilweise motorisierten 2. schnellen Division (2ª Divisione celere), einer ehemaligen Kavalleriedivision des Ersten Weltkriegs. 1934 erhielt die Division und damit die 2. Brigade den Beinamen Emanuele Filiberto Testa di Ferro. 1938 entfiel die Brigadeebene, womit deren Traditionen und Regimenter von der Division übernommen wurden. 1940 bestand sie aus zwei Kavallerieregimentern, einem Bersaglieri- und aus einem Artillerieregiment und kleineren Verbänden und Einheiten. Im Zweiten Weltkrieg nahm die Division an dem von der deutschen Wehrmacht angeführten Jugoslawienfeldzug teil und diente danach in Jugoslawien und Südfrankreich als Besatzungstruppe. 1941 und 1942 musste die Division immer wieder Truppenteile an andere Verbände in Nordafrika und in der Sowjetunion abgeben. Im September 1943 machte sich die Division auf den Weg zurück nach Italien. Nach dem Waffenstillstand von Cassibile wurde sie am 12. September 1943 bei Cuneo aufgelöst.

### Im Kalten Krieg

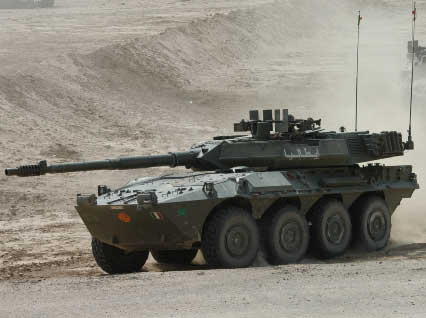
Radpanzer Centauro

Am 1. Januar 1953 wurde in Rom die Panzerdivision Pozzuolo del Friuli aufgestellt. Nach der Ariete und der Centauro war es die dritte und letzte Neuaufstellung einer Division dieser Art. Bereits 1957 wurde die Division wieder aufgelöst und dafür am 1. April 1957 in Gradisca d’Isonzo eine neue gepanzerte Kavalleriebrigade des V. Korps aufgestellt, die Anfang 1959 den Namen Pozzuolo del Friuli erhielt und 1964 ihren Stab nach Görz verlegte, 1975 dann nach Palmanova. Nach der Heeresreform von 1975, mit der die Regimentsebene abgeschafft wurde, bestand die Panzerbrigade Pozzuolo del Friuli aus der mechanisierten 4. Kavallerie-Abteilung (Bataillon) Genova Cavalleria in Palmanova, aus den Panzerabteilungen 5. Lancieri di Novara in Codroipo und 28. Cavalleggeri di Treviso in Palmanova, aus der 120. Panzerartillerieabteilung (Bataillon) Po in Palmanova sowie aus einigen Unterstützungs- und Versorgungseinheiten. Ausgerüstet waren diese Verbände mit Kampfpanzern vom Typ Leopard 1, mit einer modifizierten Version des Transportpanzers M113 und mit M109-Panzerhaubitzen. Im Kalten Krieg hatte die Panzerbrigade die Aufgabe, bei einem eventuellen Angriff der Kräfte des Warschauer Pakts diese nach einem Durchbruch bei Görz oder Udine abzufangen und zu bremsen und sie in für die Verteidigung vorteilhafte Räume zu zwingen, wo sie von der Panzerdivision Ariete in einem Gegenangriff vernichtet oder zumindest so weit geschwächt werden sollten, dass sie am Piave zusammen mit Reservekräften definitiv zum Stehen gebracht werden konnten.

### Nach 1990
Anfang der 1990er Jahre ersetzte die Brigade ihre Kettenfahrzeuge mit Radpanzern vom Typ Centauro und Puma und änderte bei dieser Gelegenheit ihre Bezeichnung von Panzerbrigade in Kavalleriebrigade. Die Abteilungen oder Bataillone nahmen aus Traditionsgründen wieder die Bezeichnung Regiment an. Die Brigade verlor das Regiment Cavalleggeri di Treviso und das genannte Artillerieregiment, erhielt aber dafür von der in Villa Opicina aufgelösten Panzerkavalleriebrigade Vittorio Veneto das traditionsreiche Kavallerieregiment Piemonte Cavalleria in Villa Opicina und das 8. Artillerieregiment Pasubio in Banne bei Triest. Im Jahr 2000 erhielt die Brigade das Lagunari-Regiment in Venedig als amphibische Komponente, 2005 dann das Artillerieregiment zu Pferde in Mailand. In der Zwischenzeit war der Brigadestab wieder nach Görz gezogen.
Von 1992 bis 1994 wurden Teile der Brigade auf Sizilien zur Aufrechterhaltung der öffentlichen Sicherheit eingesetzt. 1994 nahm eine Eskadron der Lancieri di Novara im Rahmen der Unified Task Force an einem Militäreinsatz in Somalia teil. In den Jahren danach operierte die Brigade oder einzelne unterstellte Verbände und Einheiten in Bosnien und Herzegowina (SFOR), in Albanien und im Kosovo (KFOR). Ab Mitte der 1990er Jahre war die Brigade auch als Panzeraufklärungskomponente des Allied Command Europe Rapid Reaction Corps (ARRC) eingeplant. 2004 operierte die Pozzuolo del Friuli als Leitverband für multinationale Verbände im Irak. Ab 2006 wurde sie im Rahmen der UNIFIL mehrmals im Libanon eingesetzt.
Die Brigade verlor 2014 zwei Regimenter: Das 2. Kavallerieregiment Piemonte Cavalleria in Villa Opicina bei Triest wurde von der Alpini-Brigade Julia übernommen, das 5. Kavallerieregiment Lancieri di Novara in Codroipo bei Udine von der Panzerbrigade Ariete. Pläne, den Brigadestab Pozzuolo del Friuli aufzulösen und die Luftbewegliche Brigade Friuli in Bologna in „Luftkavalleriebrigade Pozzuolo del Friuli“ umzubenennen und die noch verbliebenen Regimenter ebenfalls auf andere Brigaden zu verteilen, scheiterten bis dato am politischen Widerstand der Region Friaul-Julisch Venetien.